# Bandolero!
Bandolero! är en amerikansk western-film från 1968 med James Stewart, Dean Martin och Raquel Welch i huvudrollerna. Filmen är regisserad av Andrew V. McLaglen.

## Handling
Mace Bishop (James Stewart) slår ner den riktiga bödeln och tar hans plats. I sin förklädnad rider han in i staden för att frita sin bror Dee (Dean Martin och hans gäng, mitt under själva avrättningen. Dee har blivit dömd för ett bankrån då Maria Stoners (Raquel Welch) make dödades, och de tar henne som gisslan efter fritagning. Efter att ha fritagit sin bror och gänget rånar dessutom Mace banken. En grupp beväpnade män, ledda av sheriffen (George Kennedy) jagar gänget över den mexikanska gränsen.

## Rollista (i urval)
- James Stewart
- Dean Martin
- Raquel Welch
- George Kennedy
- Andrew Prine
- Will Geer
- Clint Ritchie
- Denver Pyle